# Пиринско лале (защитена местност)
Вижте пояснителната страница за други значения на Пиринско лале.
Пиринско лале е защитена местност в България. Намира се в землището на село Копривлен, област Благоевград.
Защитената местност е с площ 21,58 ha. Обявена е на 11 март 2013 г. с цел опазване на растителните видове: пиринско лале (Tulipa pirinica), дреновска ведрица (Fritillaria drenovskii), кристална ричия (Riccia crustata), славянско котенце (Pulsatilla slaviankae), недоразвит лимодорум (Limodorum abortivum), оливиеров минзухар (Crocus olivieri), стрибърниева каменоломка (Saxifraga stribrnyi), паяковидна пчелица (Ophrys sphegodes ssp. mammosa), пърчовка (Himantoglossum caprinum), обикновен салеп (Orchis morio) и пурпурен салеп (Orchis purpurea) и техните местообитания.
В защитената местност са забранени:
- промяната на предназначението и начина на трайно ползване на земята;
- строителството с изключение на дейности, свързани с реконструкция и ремонт на съществуващи съоръжения;
- търсенето, проучването и добивът на подземни богатства;
- внасянето на неместни видове;
- брането и изкореняването на екземпляри от видовете растения, обект на защита;
- пашата и утъпкването в периода на цъфтеж и узряване на семената (от началото на май до края на юли);
- залесяването.[1]